# Probythinella protera
Probythinella protera is een slakkensoort uit de familie van de Hydrobiidae. De wetenschappelijke naam van de soort is voor het eerst geldig gepubliceerd in 1953 door Pilsbry.